# Igor Newerly
Igor Newerly (n. 24 martie 1903 – d. 19 octombrie 1987) - scriitor polonez, autor al romanului Amintiri de la celuloză.
S-a născut în anul 1903 în acea parte a Poloniei care aparținea vechiului imperiu țarist și a participat de tînăr, de la vârsta de șaptesprezece ani, la mișcarea comunistă. În condițiile Poloniei burgehezo-moșierești a dus o viață grea, fiind nevoit să încerce tot felul de meserii — de la tîmplar pină la redactor. A lucrat mai mulți ani ca pedagog într-un cămin de copii, înființat de cunoscutul scriitor, pedagog și om de știință polonez I. Korceakov, îndeplinind și funcția de secretar al acestuia. În timpul ocupației hitleriste, Igor Newerly a fost arestat de Gestapo, fiind acuzat de activitate comunistă și deținut pînă la sfîrșitul războiului în diferite lagăre de exterminare naziste: Majdanek, Oświęcim, Oranienburg și Bergen-Beisetz.

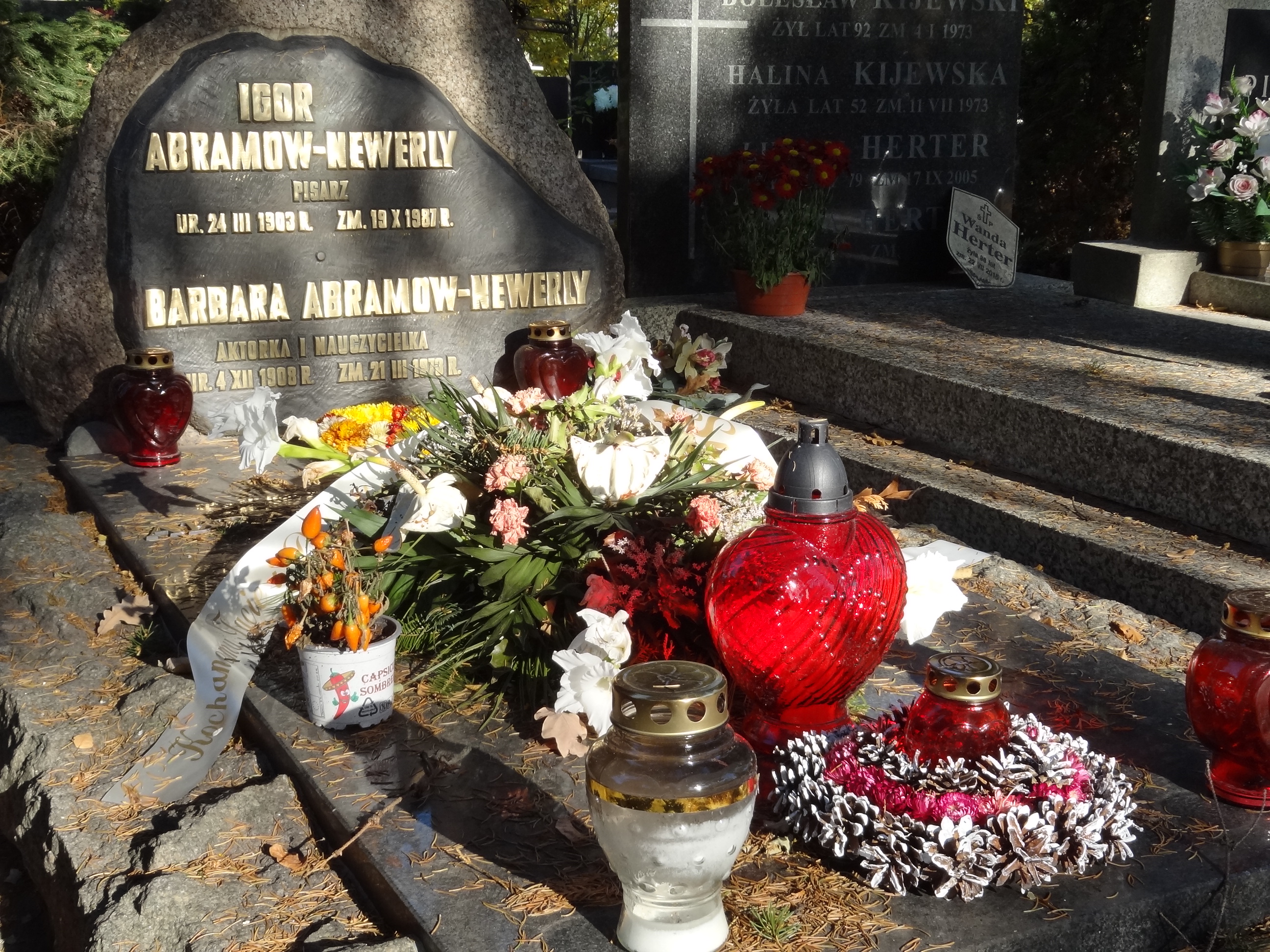
Mormântul lui Igor Newerly din Varşovia cu o zi înainte Sărbătoarea Tuturor Sfinților din 2021